# Eva Solla
Eva Solla Fernández (Vigo, 1984) es una enfermera y política española. Es militante y dirigente de Esquerda Unida y del Partido Comunista de Galicia. Fue cabeza de lista de Galicia en Común por la provincia de Pontevedra en las elecciones al Parlamento de Galicia del 12 de julio de 2020.

## Trayectoria
Se diplomó en Enfermería en la Escuela Universitaria del Meixoeiro y trabajó como enfermera en el Servicio Gallego de Salud.
En 2012 fue candidata de Alternativa Galega de Esquerda (AGE) en las elecciones al Parlamento de Galicia por la provincia de Pontevedra y fue elegida diputada.
El 4 de octubre de 2014 fue elegida Secretaria General del Partido Comunista de Galicia (la primera mujer en la historia del PCG en el dicho cargo) en el XIII Congreso del PCG con el 95 % de los votos de los delegados.
En las elecciones autonómicas gallegas de 2016 fue elegida diputada por En Marea. En dicha legislatura ocupa el cargo de Vicepresidenta segunda del Parlamento de Galicia.
El 3 de junio de 2017 fue elegida Coordinadora Nacional de Esquerda Unida en la XII Asamblea Nacional de EU con el 100 % de los votos emitidos. Releva a Yolanda Díaz, quien ha dirigido el partido en Galicia durante doce años. Durante dicha asamblea se acordaron una serie de resoluciones que representan la «esencia» del ideario de Esquerda Unida como organización que «defiende a la clase trabajadora mediante la aplicación de políticas de izquierda, rupturista y transformadora». Solla apuesta por recuperar el trabajo de calle, en los movimientos sociales y con el resto de colectivos agredidos. Tras las elecciones al Parlamento de Galicia de 2020, Eva Solla quedó fuera de la cámara al no conseguir su formación, Galicia en Común, ningún escaño.